# 4526 Konko
A 4526 Konko (ideiglenes jelöléssel 1982 KN1) a Naprendszer kisbolygóövében található aszteroida. Hiroki Kosai és Kiichiro Hurukawa fedezte fel 1982. május 22-én.